# Mabel's Blunder
Mabel's Blunder er en amerikansk stumfilm fra 1914 af Mabel Normand.

## Medvirkende
- Mabel Normand som Mabel.
- Harry McCoy som Harry.
- Charley Chase som Billy Bronx.
- Charles Bennett.
- Wallace MacDonald.